# Adnan Čustović
Adnan Čustović (* 14. April 1978 in Mostar, SFR Jugoslawien) ist ein ehemaliger Fußball-Nationalspieler Bosnien-Herzegowinas, der in Frankreich und Belgien bei verschiedenen Vereinen spielte, und aktueller Fußballtrainer.
In der Nationalmannschaft aktiv war er zwischen dem 24. März und dem 12. September 2007 für Bosnien und Herzegowina. Sein erstes Länderspiel bestritt er gegen Norwegen. Am 2. Juni 2007 erzielte er gegen die Türkei sein erstes Tor in einem Länderspiel, was seiner Mannschaft zum Sieg verhalf.
Seine Karriere als Spieler beendete er im Sommer 2014. Anschließend war er in der Saison 14/15 beim KV Kortrijk als Co-Trainer tätig.
Ab Sommer 2015 war er in gleicher Funktion beim KV Ostende tätig. Nachdem im September 2017 dort der Cheftrainer entlassen worden war, rückte er in diese Aufgabe nach. Sein Vertrag endete zum Saisonende.
Im November 2018 verpflichtete ihn Waasland-Beveren als Trainer. Die Saison 2018/19 beendete Waasland-Beveren auf dem vorletzten Platz der Tabelle – allerdings mit sieben Punkten Abstand auf den einzigen Abstiegsplatz.
In der Folgesaison 2019/20 stand der Verein nach fünf Spielen mit nur einem Punkt auf dem letzten Platz der Tabelle. Darauf wurde Čustović als Trainer entlassen. Anfang März 2020 wurde er zwei Spieltage vor Schluss der Hauptrunde wieder als Trainer beim KV Ostende als Nachfolger von Dennis van Wijk verpflichtet. Der Verein war zu diesem Zeitpunkt auf den vorletzten Platz mit zwei Punkten Vorsprung auf den Absteigerplatz abgerutscht. Čustović gelang es, dass der Verein diese Position bis zum Abbruch der Saison infolge der COVID-19-Pandemie hielt und somit nicht abstieg. Dennoch entschied der Vorstand am 7. Juni 2020, ihn nicht als Trainer für die neue Saison 2020/21 zu verpflichten.